# Лопес (муниципалитет)
Ло́пес (исп. López) — муниципалитет в Мексике, штат Чиуауа с административным центром в городке Октавиано-Лопес. Численность населения, по данным переписи 2010 года, составила 4025 человек.

## Общие сведения
Название López дано в честь одного из участников войны за реформу капитана Октавиано Лопеса.
Площадь муниципалитета равна 1348 км², что составляет 0,54 % от общей площади штата, а наивысшая точка — 1569 метров, расположена в поселении Лос-Хирасолес.
Он граничит с другими муниципалитетами штата Чиуауа: на северо-западе с Альенде, на востоке с Хименесом, и на юге с Коронадо.

## Учреждение и состав
Муниципалитет был образован 17 июня 1857 года, в его состав входит 45 населённых пунктов, самые крупные из которых:
| Код INEGI | Населённый пункт                                                              | Численность населения (2005 год) | Численность населения (2010 год) |
| --------- | ----------------------------------------------------------------------------- | -------------------------------- | -------------------------------- |
| 039       | Всего                                                                         | 3914                             | 4025                             |
| 0001      | Октавиано-Лопес (исп. Octaviano López) 27°00′09″ с. ш. 105°01′59″ з. д.       | 2066                             | 2148                             |
| 0035      | Санта-Мария (исп. Santa María) 27°01′20″ с. ш. 105°00′37″ з. д.               | 581                              | 602                              |
| 0028      | Салайсес (исп. Saláices) 27°01′55″ с. ш. 105°12′09″ з. д.                     | 476                              | 487                              |
| 0034      | Санта-Ана-де-Абахо (исп. Santa Ana de Abajo) 27°02′33″ с. ш. 105°07′58″ з. д. | 204                              | 216                              |
| 0012      | Франсиско-Мадеро (исп. Francisco I. Madero) 27°03′26″ с. ш. 105°11′13″ з. д.  | 109                              | 129                              |

## Экономика
По статистическим данным 2000 года, работоспособное население занято по секторам экономики в следующих пропорциях: сельское хозяйство, скотоводство и рыбная ловля — 52,2 %, промышленность и строительство — 16,1 %, сфера обслуживания и туризма — 29,8 %, прочее — 1,9 %.

## Инфраструктура
По статистическим данным 2010 года, инфраструктура развита следующим образом:
- электрификация: 99,1 %;
- водоснабжение: 99,2 %;
- водоотведение: 96,6 %.

## Фотографии

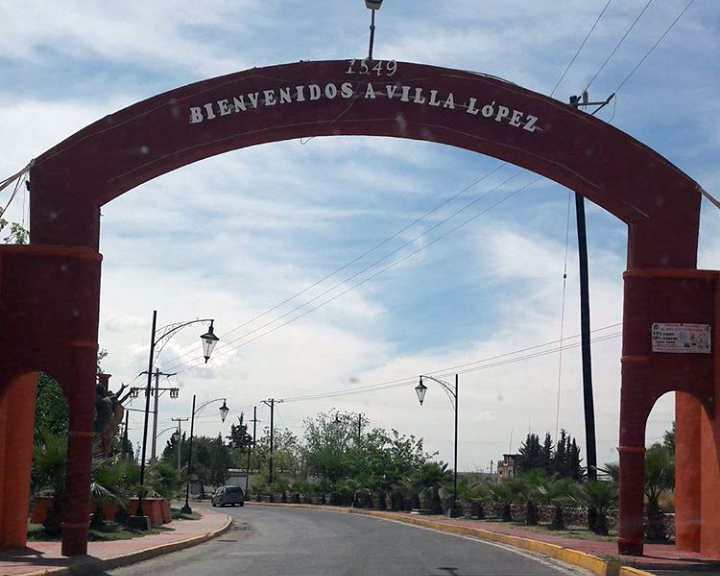
На въезде в административный центр
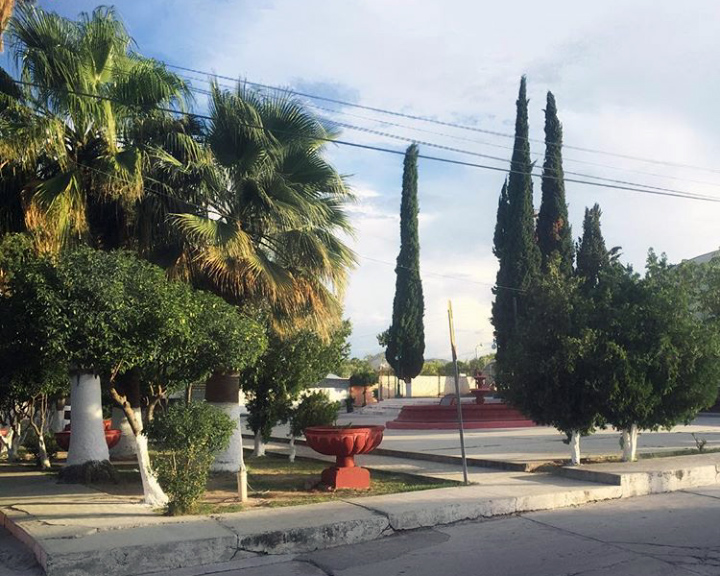
Площадь в Октавиано-Лопесе